# Міжнародний журнал медичних подорожей
Міжнародний журнал медичних подорожей був створений у 2007 році з акцентом на медичний туризм. Він веде щотижневий інформаційний бюлетень.
Кіт Поллард — головний редактор і виступає спікером на конференціях з медичного туризму. Він також є виконавчим головою дослідницької фірми з охорони здоров'я LaingBuisson International, та виступає на Самітах медичних подорожей, організованих LaingBuisson International. Конференція в Афінах у травні 2018 року була організована спільно з грецькою радою з медичного туризму Елітур.
Журнал проводить щорічні нагородження Medical Travel Awards.